# 基蒂拉
基蒂拉是羅馬尼亞的城鎮，位於該國南部，距離首都布加勒斯特12公里，由伊爾福夫縣負責管轄，面積12.54平方公里，海拔高度94米，2009年人口12,786，大多數居民信奉東正教。